# Glejt

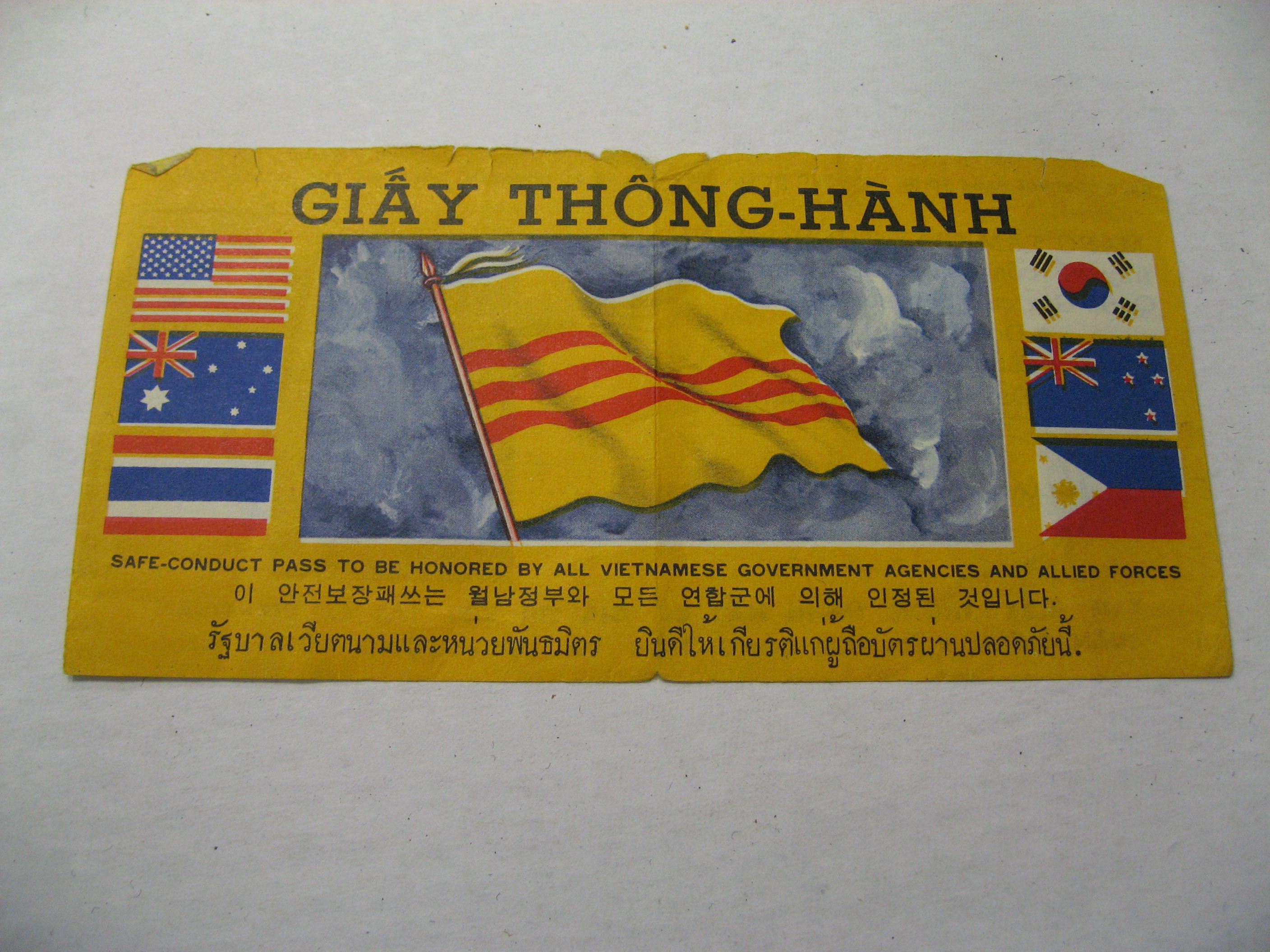
Přírůstek: 2009-7-32 Průkaz, Safe Conduct, Vietnam 2,98 "V X 6,02 Š Papír Průkaz bezpečného chování, vydaný americkými silami a shozený ve Vietnamu na podporu zběhnutí severovietnamských sil a Vietkongu. Verze se sedmi vlajkami byla poprvé vyrobena v roce 1967. Sbírka Kurator Branch, Naval History and Heritage Command.

Glejt (latinsky také litterae contuctus, salva quardia, salvus conductus, německy Geleitbrief) je historický výraz pro ochranný list, který vydal většinou panovník nebo vyšší šlechtická osoba, jenž potvrzoval ochranu dané osoby či skupiny na určitém území při jeho průchodu nebo pobytu. Výraz salva quardia také znamená ozbrojený ochranný doprovod nebo posádku.
Nejznámějším glejtem v českých dějinách je glejt Zikmunda Lucemburského mistru Janu Husovi na Kostnický koncil. Ten však zaručoval Husovu bezpečnost pouze na cestu do Kostnice a nesloužil nikterak jako doklad jeho beztrestnosti. Ponejvíce se pak v našem prostředí setkáme s glejty u Židů.